# سيفيرو كولبيرغ راميريز
سيفيرو كولبيرغ راميريز هو سياسي أمريكي، ولد في 1924 في كابو روخو في الولايات المتحدة، وتوفي في 1990 في بايامون في الولايات المتحدة. نشط حزبياً في Popular Democratic Party (Puerto Rico) ‏. وقد انتخب عضو مجلس بويرتو ريكو ‏.